# Engidotea cristata
Engidotea cristata är en kräftdjursart som beskrevs av Gary C.B. Poore och Lew Ton 1993. Engidotea cristata ingår i släktet Engidotea och familjen tånglöss. Inga underarter finns listade i Catalogue of Life.